# Olaudah Equiano
Olaudah Equiano (cunoscut și ca Gustavus Vassa) (n. c. 1745 - d. 31 martie 1797) a fost un povestitor din Benin, militant al mișcării britanice pentru aboliționism.
Ca sclav, a participat la Războiul de Șapte Ani.
După ce și-a recăpătat libertatea, a trăit la Londra, luând parte la mai multe expediții, între care, în  1772, în Arctica.
Scrierea sa memorialistică, The Interesting Narrative of the Life of Olaudah Equiano or Gustavus Vassa, the African (1789) ("Nemaipomenitele peripeții ale vieții lui Olaudah Equiano sau Gustavus Vassa africanul"), descriere romantic-aventuroasă a vieții sale, cu accente satirice.
Lucrarea a stârnit interes în cercurile iluministe ale epocii.
Prezentarea ororilor sclaviei exercitat o puternică influență asupra cercurilor legislative britanice determinându-le să adopte măsuri împotriva comerțului cu sclavi, cum ar fi Slave Trade Act din 1807.